# Ossé
Ossé is een plaats en voormalige gemeente in het Franse departement Ille-et-Vilaine in de regio Bretagne en telt 968 inwoners (2004).

## Geschiedenis
Ossé was sinds de 14e eeuw een zelfstandige parochie. De plaats werd al eerder bewoond. In 2009 werd een Merovingische necropool met graven uit de 7e tot de 9e eeuw gevonden bij het dorp.
Ossé maakte tot 22 maart 2015 deel uit van het kanton Châteaubourg. Op deze dag werd het kanton opgeheven en werd de gemeente opgenomen in het aangrenzende kanton Châteaugiron in het dat in het arrondissement Rennes lag. Ossé bleef deel uitmaken van het arrondissement Fougères-Vitré tot de gemeente op 1 januari 2017 werd opgeheven en samen met Saint-Aubin-du-Pavail werd opgenomen in de gemeente Châteaugiron.

## Geografie
De oppervlakte van Ossé bedraagt 9,0 km², de bevolkingsdichtheid is 107,6 inwoners per km².
De onderstaande kaart toont de ligging van Ossé met de belangrijkste infrastructuur en aangrenzende gemeenten.

## Demografie
Onderstaande figuur toont het verloop van het inwonertal (bron: INSEE-tellingen).